# Johann Franz Eckher von Kapfing und Liechteneck

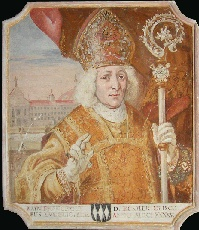
Fürstbischof Johann Franz Eckher, Fresko von Franz Joseph Lederer (1734–1784) im Freisinger Dom

Johann Franz Freiherr von Eckher (* 16. Oktober 1649 auf Schloss Train bei Abensberg; † 23. Februar 1727 in Freising) war Fürstbischof von Freising von 1695 bis 1727.

## Leben und Wirken

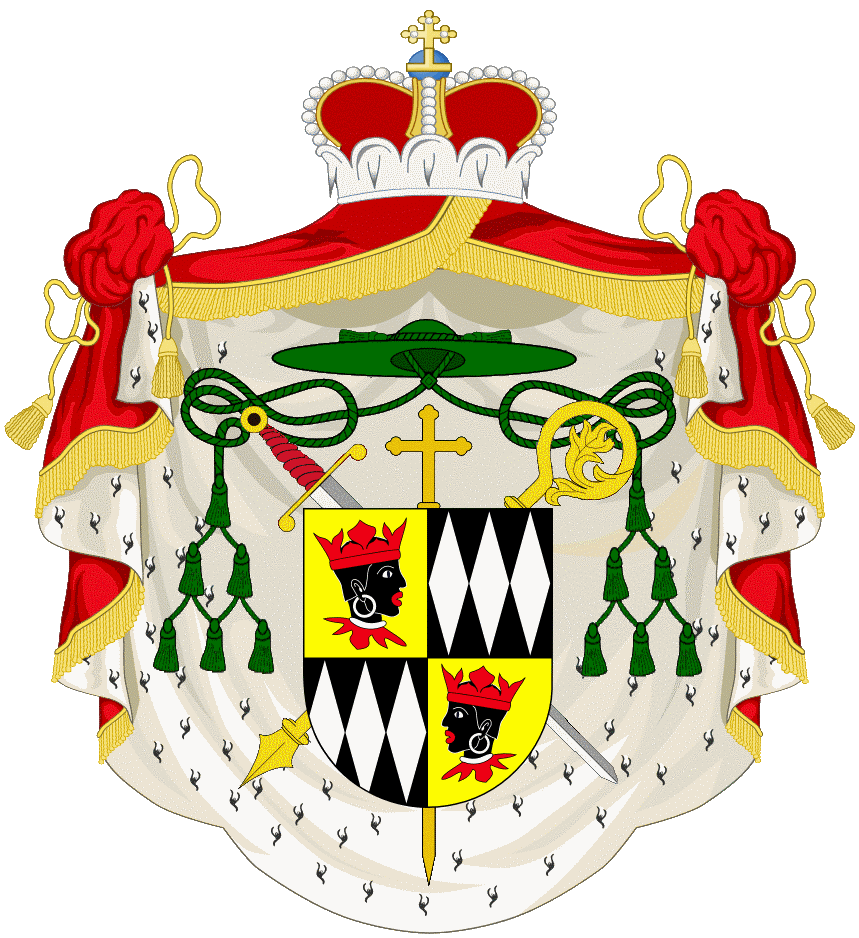
Wappen Eckhers als Fürstbischof

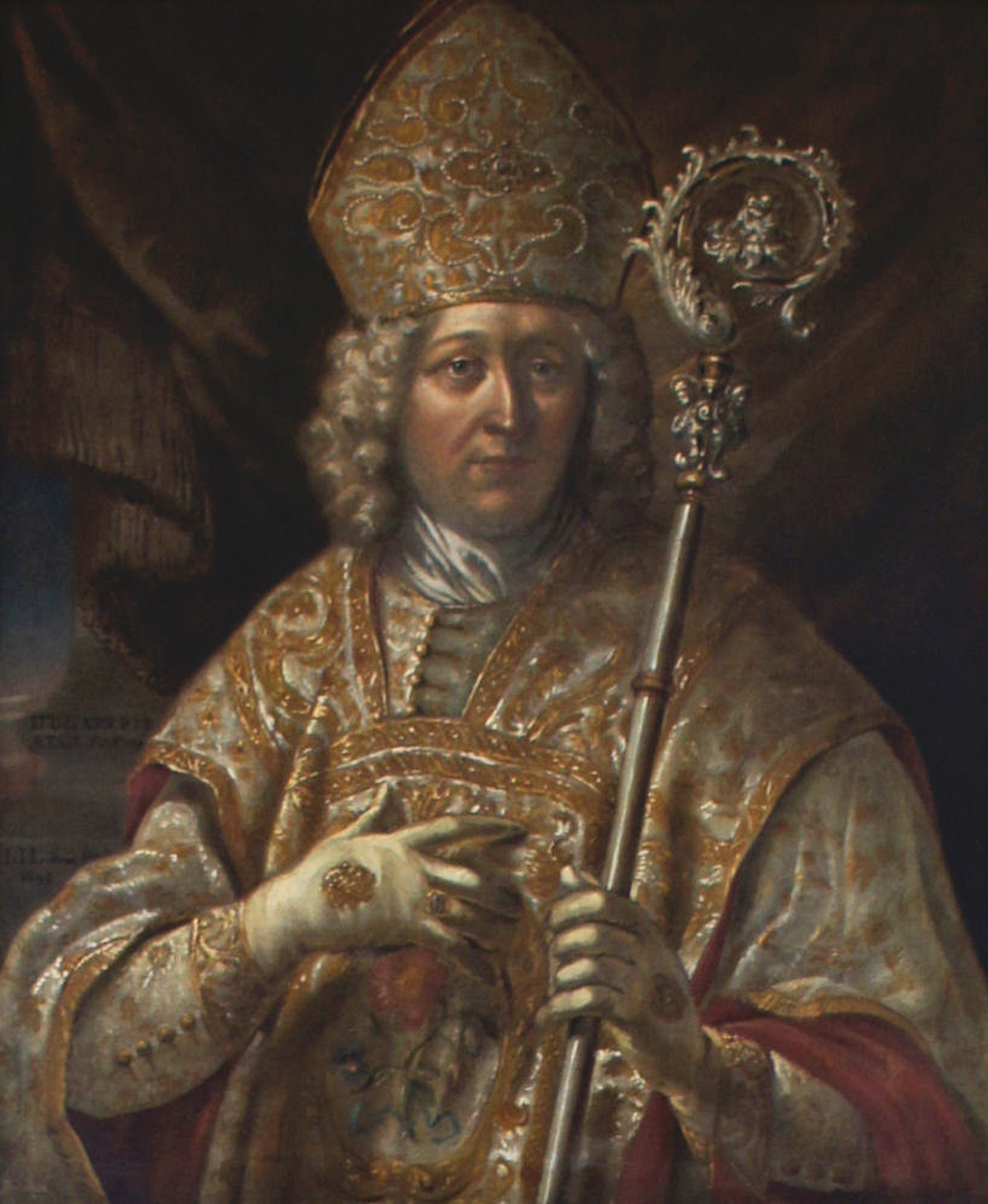
Johann Franz Eckher von Kapfing und Liechteneck auf einem Gemälde im Fürstengang Freising

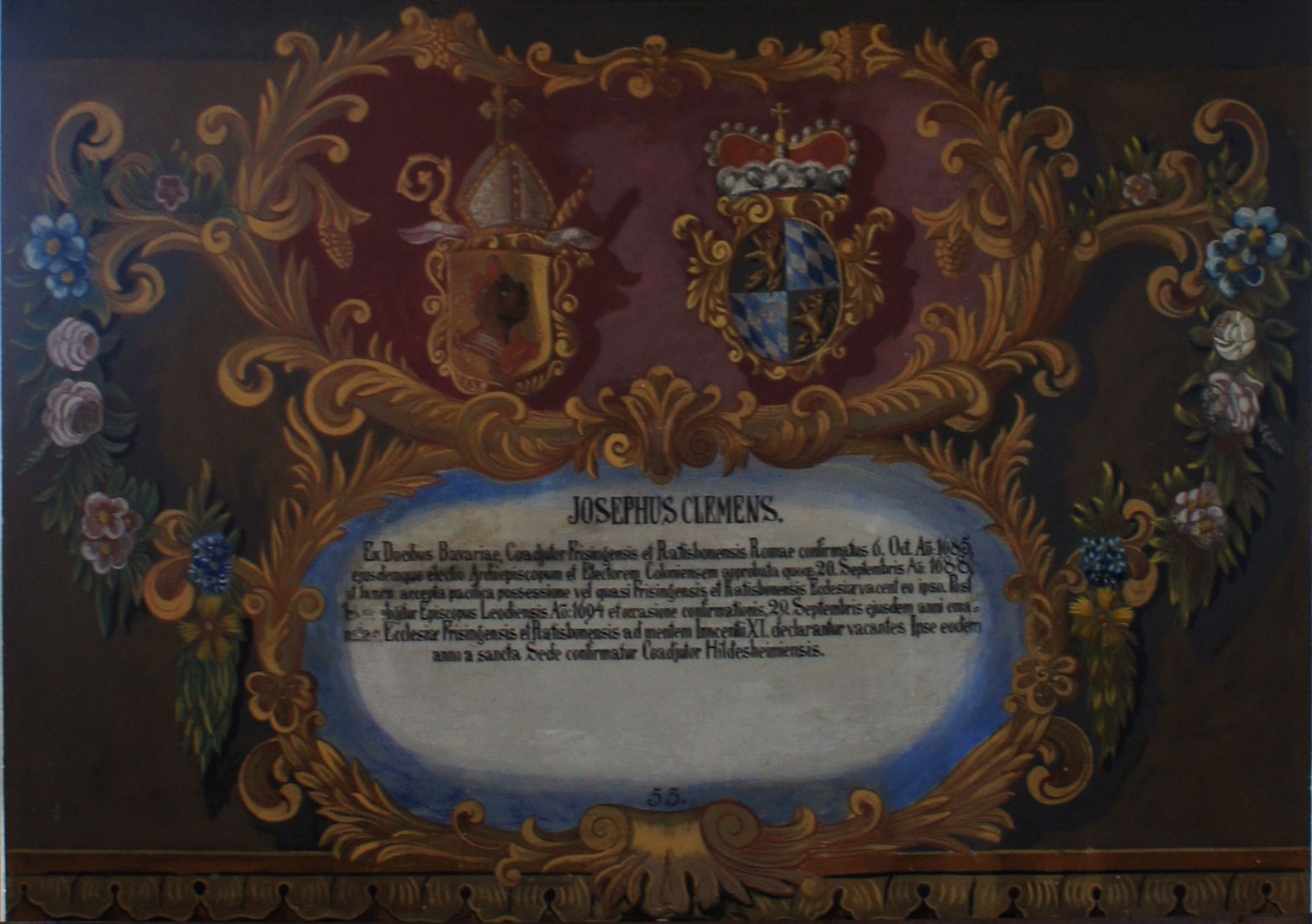
Wappentafel von Joseph Clemens von Bayern im Fürstengang Freising

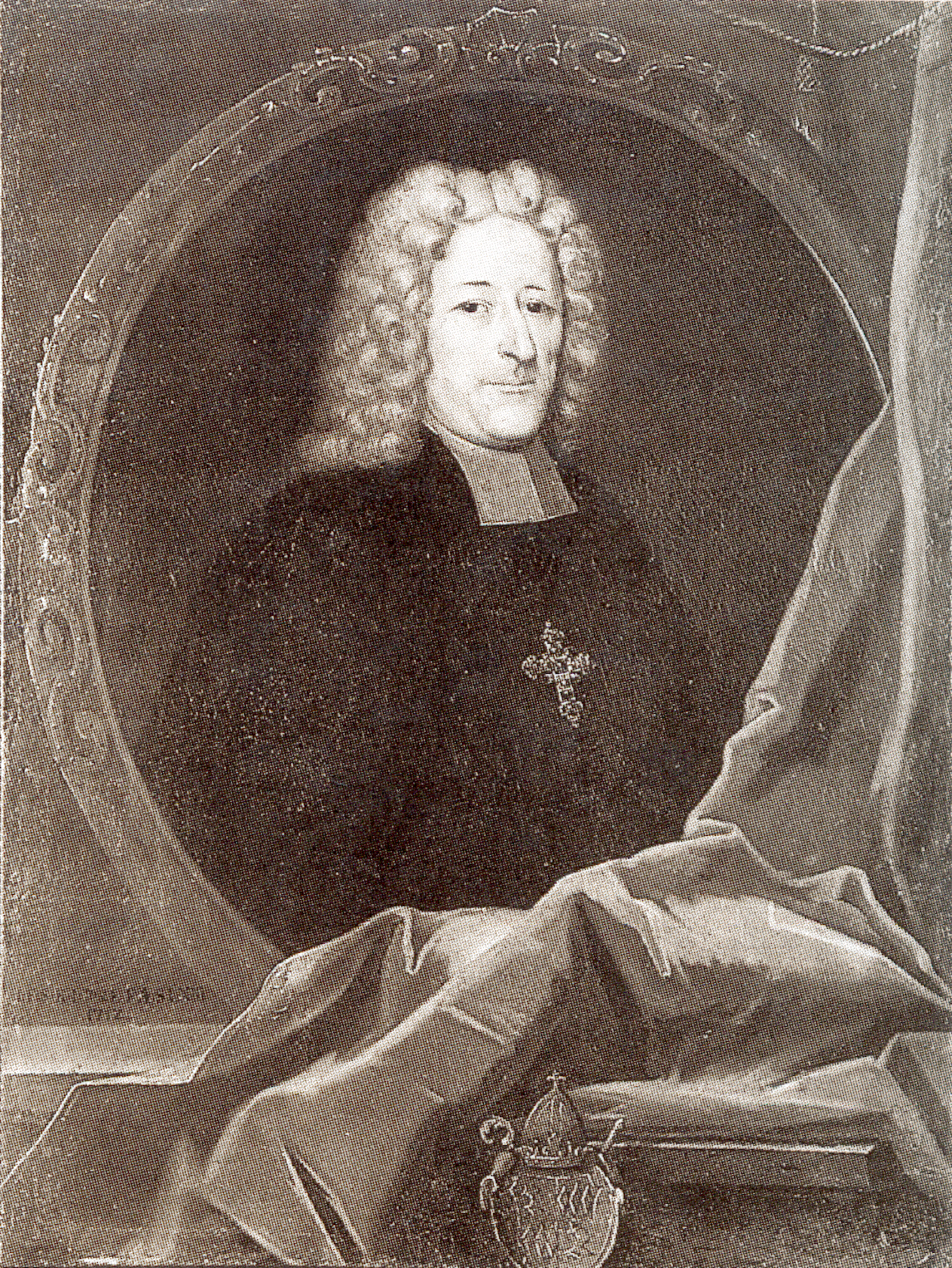

Seine Eltern waren Johann Christoph Eckher von Kapfing und Liechteneck (1608–1685) und dessen Frau Regina von Kürmreith. Die Familie gehörte zum alteingesessenen bayerischen Landadel.
Johann Franz tat zunächst Dienst als Page bei Fürstbischof Albrecht Sigismund von Bayern, besuchte dann bis 1671 das Jesuitengymnasium in München und studierte anschließend Theologie. 1674 wurde er zum Priester geweiht, von 1679 bis 1684 amtierte er als Pfarrer von St. Lorenz in Oberföhring. 1684 avancierte der Adelige zum Freisinger Domdekan. 
Nach schweren Wahlauseinandersetzungen wurde der Freisinger Bischof und Erzbischof von Köln Joseph Clemens von Bayern 1694 auch Fürstbischof von Lüttich. Er erhielt zwar vom Papst Innozenz XII. die Bestätigung dieses Amtes, doch nannte der Papst seine Anhäufung von Bischofswürden nicht zulässig und verlangte die Aufgabe der Bischofsämter in Regensburg und Freising. Joseph Clemens legte daraufhin das Bischofsamt in Freising nieder. Am 29. Januar 1695 wählte man Johann Franz dort zum Bischof. Die Weihe erhielt er am 1. Juli 1696 durch Johann Franz Khuen von Belasi, den Fürstbischof von Brixen.
Johann Franz Eckher von Kapfing und Liechteneck wirkte als eifriger Oberhirte, wobei er besonders zahlreiche Reisen zu Firmungen und Weihehandlungen unternahm. Die Förderung des Schulwesens war ihm ein großes Anliegen, ebenso wie die caritative Unterstützung seiner Diözesanen in der Not des Spanischen Erbfolgekrieges. Eckher gelang 1697 die Gründung einer Philosophisch-Theologischen Hochschule zu Freising.
Der Fürstbischof ließ durch die Brüder Asam den mittelalterlichen Dom im Barockstil umgestalten und veranlasste den Bau des Krankenhauses (heutiges Eckherhaus). Die Neustifter Klosterkirche entstand unter Hofarchitekt Giovanni Antonio Viscardi. Ein Zeugnis seines Wirkens ist auch der barocke Turm der Stadtpfarrkirche St. Georg. Zum Klosterneubau und zur neuen Abteikirche in Weltenburg legte Johann Franz Eckher von Kapfing und Liechteneck am 29. Juni 1716 den Grundstein und weihte das Gotteshaus am 9. Oktober 1718.
1704, wenige Tage nach der desaströsen Schlacht am Schellenberg bei Donauwörth, ließ Fürstbischof Johann Franz Eckher die Mystikerin Maria Anna Lindmayr zu sich nach Freising rufen, da er von ihren Visionen gehört hatte. Dabei sagte sie ihm voraus, dass München von der Verwüstung durch die kaiserlichen Truppen verschont bliebe, wenn die Gemeinde eine Kirche zu Ehren der Heiligen Dreifaltigkeit errichten ließe. Daraufhin gelobten am 17. Juli 1704 die drei Stände (Klerus, Adel und Bürger) die geforderte Errichtung des Gotteshauses, der heutigen Münchner Dreifaltigkeitskirche. Nach Verzögerungen durch diverse Umstände legte Fürstbischof Johann Franz Eckher von Kapfing und Liechteneck schließlich am 21. Oktober 1711 den Grundstein zum Bau des Gotteshauses und weihte es am 29. Mai 1718. Obwohl der Spanische Erbfolgekrieg und die darauf folgende Besatzungszeit für München Unannehmlichkeiten und Beschwernisse brachte, wurde die Stadt damals weder belagert noch zerstört.
Der Freisinger Bischof versuchte stets, die Unabhängigkeit des Hochstifts zu bewahren. Er war laut dem Historiker Christian Probst „ein geschworener Feind des Aufstandes“ gegen die kaiserliche Besatzung. Am 23. Dezember 1705 befahl er den Pfarrern seiner Diözese „ihren Pfarrkindern öfters, sowohl von der Kanzel, als in anderen Wegen, den ihren Geistlichen und weltlichen Obern und Herrschaften schuldigen Gehorsam sowie die schwere Verantwortung eines allgemeinen Aufstandes und die daraus unausbleiblich erfolgende Strafe Gottes vorzutragen.“ Für die ausziehenden Oberländer kam diese Ermahnung zwar zu spät, doch wurde auch in den übrigen Diözesen, Salzburg, Eichstätt, Regensburg und Passau, der Landklerus beauftragt, von der Kanzel und im Beichtstuhl das Volk von aufständischen Tätlichkeiten abzuhalten und auf friedliche Gedanken zu bringen. Ob alle Pfarrer diesen Auftrag ausführten, ist laut Christian Probst jedoch fraglich.
1724 erarbeitete in seinem Auftrag der Benediktinerpater Karl Meichelbeck die 'Historia Frisingensis', die heute als erstes quellenkritisches Geschichtswerk im deutschen Raum bewertet wird. Der Fürstbischof war historisch und genealogisch sehr interessiert; er betrieb intensive Forschungen auf diesem Gebiet.
In seiner Biografie Welt und Leben des Johann Franz Eckher von Kapfing und Liechteneck, Fürstbischofs von Freising schreibt Benno Hubensteiner 1954: „Als Bischof Eckher 1727 an einem Schlaganfall starb, wurde er von der Bevölkerung fast wie ein Heiliger verehrt.“
Man setzte den Oberhirten im Freisinger Dom bei, wo sich sein Epitaph erhalten hat.
Die Webseite der Geburtsgemeinde Train bezeichnet Bischof Johann Franz Eckher von Kapfing und Liechteneck als einen der „bedeutendsten Männer seiner Zeit“ und übernahm die drei Rauten seines Wappens in das Ortswappen.